# Leningrad (groupe)
Pour les articles homonymes, voir Leningrad (homonymie).
Leningrad (en russe : Ленинград) est un groupe de ska-rock de Saint-Pétersbourg (Russie, anciennement Leningrad), fondé en 1997.

## Biographie
Composé initialement de quatorze musiciens réunis autour du leader Sergueï Chnourov, il est connu en Russie pour ses textes vulgaires en argot associé au mat, fleurant la vodka au poivre, selon le principe « sex, drugs and punk-rock » inspiré par des groupes des années 1980 comme Nol. Une description, assez sommaire soit, était de comparer l'apparition du groupe sur la scène musicale russe à l'arrivée des Sex Pistols sur la scène anglaise. Pendant quelques années, le groupe était boudé par les chaînes de radio ou de télévision à l'exception de MTV, ou alors censurées. Pour certaines chansons, cela pouvait provoquer plus de bips que de texte. Mais ceci ne nuit pas vraiment à la popularité du groupe.
Plusieurs membres du groupe suivent des carrières parallèles dans d'autres groupes, tel Grigori Zontov dans le groupe de ska punk Spitfire. En décembre 2008, Chnourov avait annoncé la fin de leur collaboration, pour se concentrer sur son nouveau projet, à savoir le groupe Rouble (ru). Le groupe Leningrad se reforme fin 2010 et compte dans ses rangs depuis 2011 des chanteuses (d'abord Ioulia Kogan, ensuite Alice Vox-Bourmistrova et enfin Vassilissa Starchova et Florida Tchantouria). Leur chanson Nikogo Ne Jalko est apparue dans le jeu vidéo Grand Theft Auto IV.

## Membres du groupe
Le groupe était composé de Igor Vdovin (chanteur et guitariste), Sergey Shnurov (bassiste), Andreï Antonenko (accordéoniste, claviériste, tuba), Alexander Popov (chanteur, grosse caisse, guitariste), Alexey Kalinin (batteur), Roman Fokin (saxophoniste), Oleg Sokolov (trompettiste) et Ilya Ivashov (tuba).

## Discographie
- 1999 — Пуля, OGI Records
- 1999 — Мат, Gala Records
- 2000 — Дачники, Gala Records
- 2001 — Пуля+ (2 CD), OGI Records
- 2001 — Made in Жопа, Gala Records
- 2002 — Пираты XXI века, Gala Records
- 2002 — Точка, Gala Records
- 2003 — Для Миллионов, Мистерия Звука
- 2004 — Бабаробот, Мистерия звука & Шнур'ОК Records
- 2005 — Хлеб, Мегалайнер рекордз
- 2006 — Бабье лето, Мистерия звука & Шнур'ОК
- 2007 — Аврора, Мистерия звука & Шнур'ОК
- 2011 — Хна
- 2011 — Вечный огонь
- 2012 — Рыба
- 2012 — Вечерний Ленинград
- 2014 — Фарш
- 2014 — Пляж наш